# 山内美樹子
山内 美樹子（やまうち みきこ、1961年 -）は、日本の小説家、推理作家、時代小説作家。別のペンネームに、山内 美樹がある。
青森県生まれ。日本推理作家協会会員。1986年、神奈川大学法学部法律学科を卒業する。
1999年、山村正夫小説講座（現・山村正夫記念小説講座）に入り、山村正夫に師事する。山村の急逝後、 遺志を継ぎ名誉塾長に就いた森村誠一の薫陶を受ける。2005年、短編時代小説「十六夜華泥棒」（いざよいはなどろぼう）で第3回北区 内田康夫ミステリー文学賞の審査員特別賞を受賞する。2006年、同作を含む連作短編集『十六夜華泥棒』が刊行、小説家デビューを果たす。
座右の銘は、「勝てば官軍、負ければ賊軍」。
2018年現在、難病の筋萎縮性側索硬化症（ALS）と闘病しながら執筆活動を行っていることを自身のブログで公表している。

## 作品リスト
鍵屋お仙見立絵解きシリーズ
- 十六夜華泥棒  （2006年1月 光文社文庫）
- 善知鳥伝説闇小町 （2007年11月 光文社文庫）

お仙探索手帖シリーズ
- 鐘の音（2011年2月 静山社文庫）
- 酉の市（2011年11月 静山社文庫）